# イエール諸島
イエール諸島（イエールしょとう）、別名黄金諸島（おうごんしょとう）は、地中海に浮かぶ3つの有人島と周辺の無人島からなる島嶼群。フランスのヴァール県、イエールコミューンに属し、ジアン半島およびベナ岬（ボルム＝レ＝ミモザコミューン）の沖合に浮かんでいる。諸島とその周辺海域の一部はポール＝クロ国立公園を形成する。フランス国立統計経済研究所の小地域（IRIS）統計によれば、有人島3島の住民数の合計は458人である。

## 地理
イエール諸島は、約2万年前の最終氷期終了後の海面上昇によって孤立した、モール山地の地質的延長である。諸島内で非常にめだつ雲母片岩が太陽光を反射して輝くことから、黄金諸島の名が与えられた。プロヴァンス地方の最南端にあって、コルシカ島の最北の半島カップ・コルスと同緯度（北緯43度）に位置する。

イエール諸島の地形図

### 各島の概要
諸島は東西22kmにわたって連なり、その総面積は28.99km2である。
- ポルクロール島
12.54km2、南北7km、東西2.5kmで、ジアン半島の延長上に位置する。標高は142m。諸島の中でもっとも景観に富み、島内には国立の植物園を保有する。園は1.8km2の栽培面積を有し、イエール諸島に固有の植物種や、果樹・イチジク・核果類・柑橘類などを集めている。人口は345人[2]。
- バゴー島
0.45km2。ポール＝クロ国立公園の保護区域であり、立ち入りは禁止されている。
- ポール＝クロ島
6.5km2、南北4km、東西2.5km。標高194mのヴィネグル山は諸島の最高峰をなす。最も山がちな島で、特異な植物相と鳥の休憩地に恵まれる。名前の由来でもある天然の港の存在ゆえに最も要塞化された島であり、歴史上5度砦が築かれている。人口は13人[2]。
- ルヴァン島
10km2、南北8km・東西1.5km、標高133m。ポール＝クロ島から約1kmの洞窟を通じて隔てられている。島の面積の95%はDGA（装備総局）のミサイル試験場として軍用に供されている。私営地の部分はエリオポリというヌーディスト集団の拠点となっている。この区域の半分はイチゴノキ保護区と名付けられた地域自然保護区である。実際、島の大部分はイチゴノキに覆われている。統計人口は100人[2]だが、一部の住民や軍人は数に含まれていない。
- プティ・ラングスティエ島（ポルクロール島西岸）
- ラスカ岩（ポール＝クロ島北岸）
- ガビニエール島（ポール＝クロ島南岸）
- グラン・リボー島
0.16km2。ポルクロール島の北西、ジアン半島の南に浮かぶ無人島。国際的な生理学の権威であるシャルル・R・リシェが購入し、その相続人が管理している[3]。
- プティ・リボー島（グラン・リボー島北方）

ポルクロール島の一部とポール＝クロ島・バゴー島・ラスカ岩・ガビニエール島の全域、およびその周辺海域はポール＝クロ国立公園を形成する。公園は陸上の7km2と沿岸から650mの海域、併せて18km2を有する。1963年に創設されたこの公園は、フランス・メトロポリテーヌの中で陸海にまたがる唯一の国立公園である。

### 気候
プロヴァンス地方と同じ高温夏季地中海性気候に属する。海洋の影響で気候は安定している。イエールと同様、フランス国内でも最も温暖かつ乾燥した地域の1つであり、年間降雨日数はわずか55日である。
| ポルクロール島の気候    | ポルクロール島の気候 | ポルクロール島の気候 | ポルクロール島の気候 | ポルクロール島の気候 | ポルクロール島の気候 | ポルクロール島の気候 | ポルクロール島の気候 | ポルクロール島の気候 | ポルクロール島の気候 | ポルクロール島の気候 | ポルクロール島の気候 | ポルクロール島の気候 | ポルクロール島の気候 |
| 月                      | 1月                  | 2月                  | 3月                  | 4月                  | 5月                  | 6月                  | 7月                  | 8月                  | 9月                  | 10月                 | 11月                 | 12月                 | 年                   |
| ----------------------- | -------------------- | -------------------- | -------------------- | -------------------- | -------------------- | -------------------- | -------------------- | -------------------- | -------------------- | -------------------- | -------------------- | -------------------- | -------------------- |
| 平均最高気温 °C （°F）  | 13 (55)              | 14 (57)              | 16 (61)              | 18 (64)              | 22 (72)              | 26 (79)              | 30 (86)              | 30 (86)              | 26 (79)              | 21 (70)              | 16 (61)              | 14 (57)              | 20.5 (68.9)          |
| 日平均気温 °C （°F）    | 10 (50)              | 10 (50)              | 12 (54)              | 14 (57)              | 18 (64)              | 22 (72)              | 25 (77)              | 25 (77)              | 21 (70)              | 18 (64)              | 13 (55)              | 10 (50)              | 16.5 (61.7)          |
| 平均最低気温 °C （°F）  | 6 (43)               | 6 (43)               | 8 (46)               | 10 (50)              | 14 (57)              | 17 (63)              | 20 (68)              | 20 (68)              | 17 (63)              | 14 (57)              | 10 (50)              | 7 (45)               | 12.4 (54.4)          |
| 降水量 mm （inch）      | 71 (2.8)             | 48 (1.89)            | 37 (1.46)            | 62 (2.44)            | 39 (1.54)            | 25 (0.98)            | 6 (0.24)             | 22 (0.87)            | 64 (2.52)            | 103 (4.06)           | 74 (2.91)            | 68 (2.68)            | 619 (24.39)          |
| 出典：www.meteocity.com |                      |                      |                      |                      |                      |                      |                      |                      |                      |                      |                      |                      |                      |

### 交通
諸島内に空港はなく、アクセスは船便に限られる。ポルクロール島へは、ジアン半島最奥部のトゥール・フォンデュ港から船便が年中無休で就航している。港からは10分で到達でき、運航頻度も他の2島に比べて多い。ハイシーズンには、ヴァール県内の各都市からポルクロール島への船便が就航する。ポール＝クロおよびルヴァン各島へは、ジアン半島の付け根にあるイエール港からアクセスする。
いずれの島においても、自動車はコミューンの行政命令（アレテ）によって全面的に禁止ないし厳しく制限されている。ポルクロール島では自転車の乗り入れが可能であるが、他の島では自転車の交通も許されていない。

## 歴史

### 先史～古代
島はギリシャの地理学者ストラボンによってStoëchades（一列に並んだもの）と命名された。 その後かなり経ってから、フランス語で東方諸島、ルネッサンス時代に黄金諸島、次いでイエール諸島と呼ばれるようになった。
諸島は先史時代から人間活動を受け入れてきた。例えばルヴァン島のプティ・アヴィには、青銅器時代（紀元前18～14世紀）に遡る鉱脈の採掘跡がある。
その後、島々はケルト人、リグリア人、エトルリア人、ギリシア人、ローマ人によって占領され、あるいは頻繁に訪れられた。これらの民族は、ポルクロール島のモザイク画や石碑、ポール＝クロ島の墓や水道、硬貨など数多くの痕跡を残した。これらの島々は、荒天時の船の待避所としての役割を担っていた。

### 中世
12世紀中葉に、ル・トロネ修道院のシトー会修道士がルヴァン島の北にカステラ修道院という子修道院を建てたことで、島が宗教的支配を被っていたことが1198年と1199年の教皇の手紙から分かっている。この修道院はまもなく海賊の襲撃の犠牲となり、修道士たちは略奪され奴隷に引きずり込まれた。修道院は1169年に聖アウグスチノ修道会によって再建されたが、13世紀初頭には、島の修道院を回復したいというル・トロネ修道院の思惑から、修道会同士の利害をめぐる論争の的となった。内紛に決着をつけたのは教皇インノケンティウス3世である。ルヴァン島の修道院の別院がポルクロール島とポール＝クロ島のノートルダム谷の中につくられた。これらの修道院はのちにレランスの修道士の管轄下に移った。
群島は、12世紀末～16世紀初頭（後者は1505年に発生したと思われる）にかけてのバルバリア海賊の一連の襲撃とフランス・オスマン同盟を経験する。著名なトルコ人作家のピーリー・レイースが、彼の著作『海洋の書』で島々に言及したのは、このような文脈においてであった。「トルコ人は、これらの島々に『三つ島』の名を与える。この島々はフランス王国では有名である。ここはトルコとアラブの艦隊が略奪にいそしむ場である。なぜなら、これらの海岸から商売に出る異教徒の船は欠くことなく往来するからである。」

### 近世

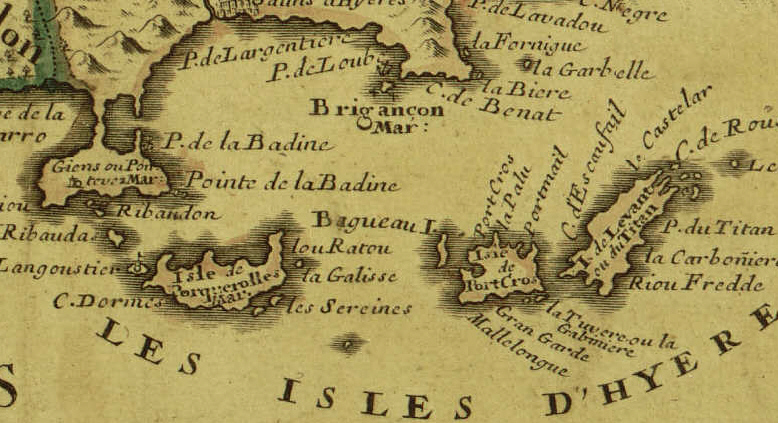
イエール諸島の地図（1707年）

フランソワ1世はイエール諸島を訪れ、海賊の襲撃に対する住民の不満を受けて、ポール＝クロ島・バゴー島・ルヴァン島の3島を黄金諸島侯爵領とした。彼はベルトラン・ドルネザンに、当地における王権の確立と海賊からの防衛の任務を委ねた。1785年までに、11人の侯爵が後を継ぐことになる。フランソワ1世の治世には、天然の良港を持つポール＝クロ島にムリン要塞が建設された。
1522年、スレイマン1世によってロドス島から追放されてきた聖ヨハネ騎士団の騎士たちが、フランソワ1世にイエール諸島への居住を申し出た。しかしカール5世の干渉と、のちのフランス王との対立によって、彼らは結局マルタに落ち着くこととなった。
1550年、アンリ2世はフランスでの兵役を経たドイツ貴族クリストフ・ド・ロゲンドルフ伯爵に、彼がドイツで失った領地の補償として諸島を与えた。彼はまもなく、オスマン帝国大使ガブリエル・ド・ルエツに、彼をトルコの監獄から解放した謝礼として諸島を明け渡した。この譲渡は1552年の2月に王に承認された。かくしてルエツは「黄金諸島侯爵」の称号を得て、紺色の地に銀色のフルール・ド・リスを7つあしらった腕章を帯びる権利を手に入れた。入植者を入れるため、王はこの地を司法犯の収容所とすることを命じたが、こうした前科者の流入がのちに深刻な問題を引き起こす原因となった。
17世紀、リシュリューは島の防衛を強化すべく、ポール＝クロ港に臨むエスティサーク要塞、エミネンス要塞およびポール＝マン要塞を建設した。しかし常駐の兵が不足していたため、島は常に侵略に遭っていた。1700年にイギリスがポール＝クロを奪い、スペイン継承戦争のさなかの1707年には、サヴォイア公ヴィットーリオ・アメデーオ2世の軍がイエールを占領した。彼らはポール＝クロ島に籠城し、のちポルクロール島に侵攻した。1742年にはイギリスが再びポール＝クロ島に侵入したが、その後、モールパ伯によって追放された。最後の侯爵で、ミラボーの義父にあたるルイ・ド・コルヴェは、1783年にジャン・ジョセフ・バルテレミー・シモン・ド・サヴォルナンに3島を売却した。

### 近代～現代
1793年、諸島はトゥーロンを抑えたイギリス軍によって占領された。1年後に彼らは島を大いに荒らして撤退した。1795年に島の沖で起こった海戦（イエール諸島の戦い）ののち、当時副官であったナポレオンは要塞を再増強し、帝政下で地中海のイギリス勢力に対抗するためにさらに守りを固めた。彼はポール＝クロ島に1000人以上の駐屯兵を配置したが、今日まで島に残る要塞の大部分は、ルヴァン島に1811年に築かれたナポレオン要塞を含め、この時代から伝わるものである。

19世紀には、島における農業開発が始まった。1855年、アンリ・ド・プルタレスはルヴァン島を購入し、5年後に島の開拓のための未成年者の流刑植民地を建設した。サント・アンヌ農業コロニーと呼ばれるこのペナル・コロニーは1861～1878年の17年間にわたって運営され、1000人以上の子供を収容し、うち100人が島に没した。より農業に適したポルクロール島は複数人に所有されてきたが、1912年に、メキシコで財を成したベルギーの冒険家フランソワ・ジョセフ・フルニエが島の全土を購入した。彼は大規模農業に着手し、200haにおよぶブドウ園を開発した。

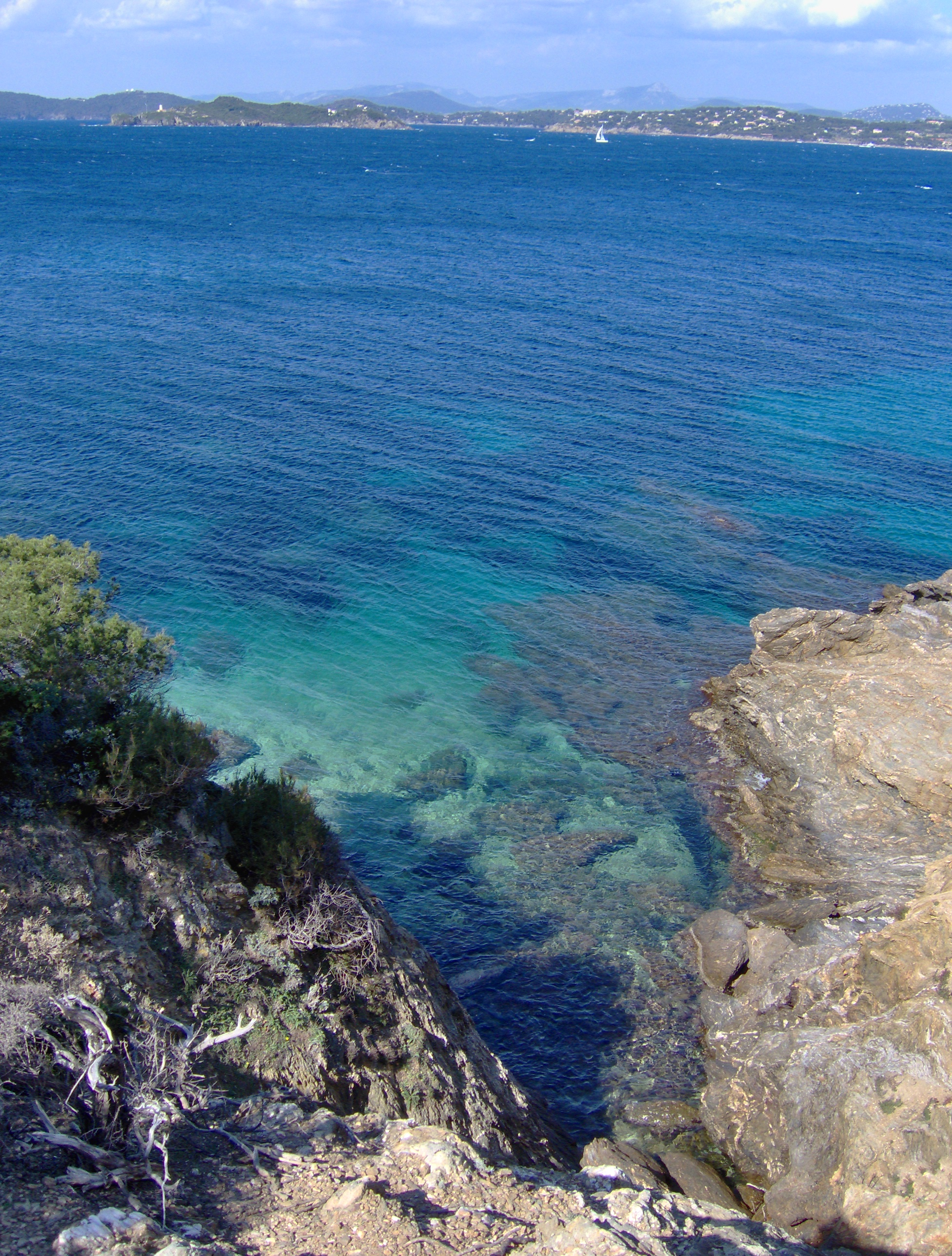
ポルクロール島からの眺望

島はまた、19世紀末～20世紀前半にかけてリゾートともなった。1880年には、ベルギー人鉄道実業家エドゥアール・オトレがルヴァン島を別荘地とした。彼の息子ポール・オトレも夏を数回この地で過ごしている。
1892年、オトレ家の後継者にわずか0.65km2を残して、国がルヴァン島の90%にあたる9.3km2の土地を買い上げた。島は1928年に不動産会社に売却されたのち1931年に医師のデュルヴィル兄弟に引き継がれ、彼らによって、ヨーロッパ初のヌーディストコミュニティの1つであるエリオポリが創設された。ポール＝クロ島では、複数の所有者が次々に島の観光開発を試みた。戦間期には、島はパリジャンたちのデートスポットとなった。
1942年11月のアントン作戦ののち、1943年初めにドイツがイエール諸島を占領した。1944年8月15日、プロヴァンス地方本土でのドラグーン作戦に並行して、アメリカ軍がポール＝クロ島とルヴァン島に上陸した。2日間の戦闘によってポール＝クロ島のドイツ兵は掃討された。
1960年代、ポール＝クロ島の最後の所有者であるヘンリー夫人が、島の保護を条件に、彼女の祖母に譲渡されたホテルを除いて国に島を譲渡した。1963年、ポール＝クロ島とバゴー島（19世紀に国有化）にまたがるポール＝クロ国立公園が創設された。その後、国は1971年にポルクロール島のほぼ全土を取得して国立公園の管轄する選定地とし、1979年にはポルクロール島植物園が設立された。

## 難破船
イエール諸島の港には、約40隻の古代の難破船と15隻の近代の難破船がある。港に置かれている難破船で有名なものには以下のようなものがある（括弧内の年は沈没年）。
- プロフェット・エリー（1838年）
- ヴィル・ド・グラス（外輪式蒸気船、1851年）
- ミシェル・C（商用蒸気船、1851年）
- ドナトール（78m貨物船、1945年）
- サゴナ（パナマの貨物船、1945年）
- タンティヌ（艀船、1960年）
- ムスタング・ド・ギアン（1人乗り戦闘爆撃機、1985年に発見）